# Pawieł Nachimow
Pawieł Stiepanowicz Nachimow (ur. 23 czerwca?/5 lipca 1802 w Gorodoku, zm. 30 czerwca?/12 lipca 1855 w Sewastopolu) – rosyjski admirał – jeden z twórców marynarki rosyjskiej.
Karierę w marynarce wojennej rozpoczął we Flocie Bałtyckiej. Wyróżnił się w bitwie pod Navarino w 1827. Od 1834 we Flocie Czarnomorskiej. W czasie wojny krymskiej dowódca rosyjskiej marynarki wojennej i wojsk lądowych podczas oblężenia Sewastopola. W 1853 podczas bitwy pod Synopą rozgromił flotę Imperium Osmańskiego, zatapiając 13 tureckich okrętów i biorąc do niewoli dowódcę floty tureckiej Osmana Paszę. Zginął w 1855 jako dowódca obrony Sewastopola.
W 1944 na jego cześć ustanowiono w ZSRR Order Nachimowa i Medal Nachimowa. Szereg okrętów marynarki rosyjskiej i radzieckiej nosiło imię „Admirał Nachimow”, pod tą nazwą powstała także osobna klasa krążowników.